# 瑪麗亞·特蕾莎·齊博-馬拉斯皮納
瑪麗亞·特蕾莎·齊博-馬拉斯皮納（義大利語：Maria Teresa Cybo-Malaspina，1725年6月29日—1790年12月29日），馬薩女公爵，1731年至1790年在位。

## 家庭
1741年，瑪麗亞·特蕾莎與埃爾科萊·埃斯特結婚，兩人共有1子1女：
1. 瑪麗亞·貝亞特麗切（1750年—1829年）
2. 里納爾多·法蘭西斯科（1753年—1753年），夭折